# Yiyang (Shangrao)

Lage Yiyangs in Jiangxi

Der Kreis Yiyang (chinesisch 弋阳县, Pinyin Yìyáng Xiàn) ist ein chinesischer Kreis im Nordosten der Provinz Jiangxi. Er gehört zum Verwaltungsgebiet der bezirksfreien Stadt Shangrao. Der Kreis Yiyang hat eine Fläche von 1.593 km² und zählt 353.379 Einwohner (Stand: Zensus 2010). Sein Hauptort ist die Großgemeinde Yijiang (弋江镇).

## Administrative Gliederung
Auf Gemeindeebene setzt sich der Kreis Yiyang aus neun Großgemeinden und fünf Gemeinden zusammen. 